# Michael Schwan
Michael Schwan (Constanza, 5 de noviembre de 1939) es un deportista alemán que compitió para la RFA en remo.
Participó en los Juegos Olímpicos de Tokio 1964, obteniendo una medalla de bronce en la prueba de dos sin timonel. Ganó una medalla de oro en el Campeonato Mundial de Remo de 1966 y dos medallas de plata en el Campeonato Europeo de Remo, en los años 1964 y 1965.

## Palmarés internacional
| Representando al Equipo Alemán Unificado |                          |                   |                    |
| Juegos Olímpicos                         |                          |                   |                    |
| Año                                      | Lugar                    | Medalla           | Prueba             |
| 1964                                     | Tokio (Japón)            | Medalla de bronce | Dos sin timonel    |
| Representando a la RFA                   |                          |                   |                    |
| Campeonato Mundial                       |                          |                   |                    |
| Año                                      | Lugar                    | Medalla           | Prueba             |
| 1966                                     | Bled (Yugoslavia)        | Medalla de oro    | Ocho con timonel   |
| Campeonato Europeo                       |                          |                   |                    |
| Año                                      | Lugar                    | Medalla           | Prueba             |
| 1964                                     | Ámsterdam (Países Bajos) | Medalla de plata  | Dos sin timonel    |
| 1965                                     | Duisburgo (RFA)          | Medalla de plata  | Cuatro sin timonel |